# ازلاغ (آيت بويهدى الدير)
ازلاغ هو دُوَّار يقع بجماعة تيدلي، إقليم ورززات، جهة درعة تافيلالت في المملكة المغربية. ينتمي الدوّار لمشيخة آيت بويهدى الدير التي تضم 16 دوار. يقدر عدد سكانه بـ 795 نسمة حسب الإحصاء الرسمي للسكان والسكنى لسنة 2004.

## روابط خارجية
- البوابة الوطنية للجماعات الترابية
- المندوبية السامية للتخطيط